# Anagonia anguliventris
Anagonia anguliventris är en tvåvingeart som först beskrevs av Malloch 1932.  Anagonia anguliventris ingår i släktet Anagonia och familjen parasitflugor. Inga underarter finns listade i Catalogue of Life.